# František Pošta
František Pošta (22. srpna 1919 Lány – 18. července 1991 Praha) byl český kontrabasista, který v Československu nejvýrazněji přispěl k prosazení kontrabasu jako sólového koncertantního nástroje.

## Stručný životopis
Učil se na nejprve hře na housle a poté na kontrabas u V.Tučka v Lánech a F.Tučka v Unhošti. Na pražské konzervatoři (1934–1940) absolvoval u Oldřicha Šorejse. Již v roce 1939 byl ale Václavem Talichem angažován jako kontrabasista orchestru České filharmonie, kde byl od roku 1945 sólokontrabasistou a později i vedoucím skupiny kontrabasů (1951–1985).
Jako sólista vystupoval s Českou filharmonií a rozhlasovými orchestry (poprvé provedl např. kontrabasový koncert Františka Hertla).
Věnoval se také komorní hře. Se svým kolegou z České filharmonie Jaroslavem Horákem (viola d'amore) vytvořil duo, kterému připsal své skladby např. J. Maštalíř a J. Novák. Spolupracoval také s předními českými kvartety a Harmonií českých filharmoniků. Nejvýznamněji se však uplatnil v souboru Ars rediviva, s nímž jako kontrabasista a violonista spolupracoval od šedesátých let 20. století do roku 1991 a realizoval mnoho nahrávek (podrobněji Diskografie Ars rediviva). Práce v Ars rediviva podnítila jeho zájem o stavbu starých nástrojů. S houslařem B. Pecharem rekonstruoval svůj šestistrunný violon a v podniku Cremona v Lubech inicioval výrobu mistrovských kontrabasů podle klasických vzorů. Sám hrál na vzácný kontrabas Grancini z roku 1695 (viz diskografie níže).
Své zkušenosti uplatňoval i jako pedagog. Vyučoval na pražské konzervatoři (od roku 1953) a na mistrovských kurzech v Československu i v zahraničí (Japonsko).

## Ocenění
- Medaile Za zásluhy 1. stupeň in memoriam (2022)

## Diskografie
- Zpívající kontrabas Františka Pošty - Supraphon 1982, katalogové číslo : 1111 3195 G
- František Pošta, kontrabasový recitál - Supraphon 1976, katalogové číslo : 1 11 1949 G
- František Pošta v Discogs